# Pirata boreus
Pirata boreus este o specie de păianjeni din genul Pirata, familia Lycosidae, descrisă de Tanaka, 1974. Conform Catalogue of Life specia Pirata boreus nu are subspecii cunoscute.